# Joachim Brudziński
assinatura
Joachim Stanisław Brudziński (Świerklaniec; 4 de Fevereiro de 1968 —) é um político da Polónia. Ele foi eleito para a Sejm em 25 de Setembro de 2005 com 14731 votos em 41 no distrito de Szczecin, candidato pelas listas do partido Prawo i Sprawiedliwość.